# 麥克亨利 (加利福尼亞州)
麥克亨利（英語：McHenry）是位於美國加利福尼亞州斯坦尼斯洛斯縣的一個非建制地區。該地的面積和人口皆未知。

## 地理
麥克亨利的座標為37°42′27″N 121°00′15″W / 37.70750°N 121.00417°W，而該地的平均海拔高度為32米（即105英尺）。